# Широкое (Софиевский район)
Широкое (укр. Широке) — село,
Софиевский поселковый совет,
Софиевский район,
Днепропетровская область,
Украина.
До 2016 года село носило название Менжинка .
Код КОАТУУ — 1225255101. Население по переписи 2001 года составляло 176 человек .

## Географическое положение
Село Широкое находится на расстоянии в 0,5 км от села Катериновка и в 1,5 км от села Тарасовка.
По селу протекает пересыхающий ручей с запрудой.